# Escudo de Fuentesaúco de Fuentidueña
El escudo de Fuentesaúco de Fuentidueña es el símbolo más importante de Fuentesaúco de Fuentidueña, municipio de la provincia de Segovia, comunidad autónoma de Castilla y León, en España. 

## Descripción
El escudo de Fuentesaúco de Fuentidueña fue oficializado el 03 de julio de 2002, y su descripción heráldica es:

«Escudo cortado y medio partido. 1.º– De plata , fuente de tres arcos con un caño en cada arco , todo en azur. 2.º– de plata, árbol saúco arrancado de plata. 3.º– de sinople, haz de tres espigas de oro. Al timbre corona real cerrada.»
Boletín Oficial de Castilla y León nº 149/2002